# Associazione Calcio Pro Rovigo 1946-1947
Questa pagina raccoglie le informazioni riguardanti l'Associazione Calcio Pro Rovigo nelle competizioni ufficiali della stagione 1946-1947.

## Stagione
Nella stagione 1946-1947 la Pro Rovigo ha disputato il girone H del campionato di Serie C, ottenendo il sesto posto in classifica con 33 punti. Il torneo è stato vinto con 50 punti dal Montebelluna, che è stato ammesso alle finali per la promozione in Serie B.

## Rosa
| N. |                   | Ruolo | Calciatore        |
| -- | ----------------- | ----- | ----------------- |
|    | Italia (bandiera) | D     | Ennio Alberghini  |
|    | Italia (bandiera) | A     | Virgilio Andrioli |
|    | Italia (bandiera) | A     | Bassi             |
|    | Italia (bandiera) | D     | Bellesia          |
|    | Italia (bandiera) | A     | Boraso            |
|    | Italia (bandiera) | P     | Brunello          |
|    | Italia (bandiera) | A     | Giuseppe Brunello |
|    | Italia (bandiera) | C     | Bulgarelli        |
|    | Italia (bandiera) | C     | Busi              |
|    | Italia (bandiera) | A     | Romolo Camuffo    |

| N. |                   | Ruolo | Calciatore         |
| -- | ----------------- | ----- | ------------------ |
|    | Italia (bandiera) | D     | Giovanni Cattozzo  |
|    | Italia (bandiera) | A     | Dino Ferrari       |
|    | Italia (bandiera) | C     | Antonio Franco     |
|    | Italia (bandiera) | A     | O. Levorato        |
|    | Italia (bandiera) | A     | Luciano Martinelli |
|    | Italia (bandiera) | D     | Galliano Menin     |
|    | Italia (bandiera) | C     | Muzzi              |
|    | Italia (bandiera) | C     | Bruno Schiesaro    |
|    | Italia (bandiera) | A     | Vallesio           |
|    | Italia (bandiera) | P     | Vianello           |